# Trichomanes longilabiatum
Trichomanes longilabiatum là một loài thực vật có mạch trong họ Hymenophyllaceae. Loài này được Bonap. miêu tả khoa học đầu tiên năm 1925.